# Пейзерволд
Пейзерволд (нід. Peizerwold) — селище в нідерландській провінції Дренте. Входить до муніципалітету Норденвелд.
Перша згадка про населений пункт датується 1792 роком.

## Галерея

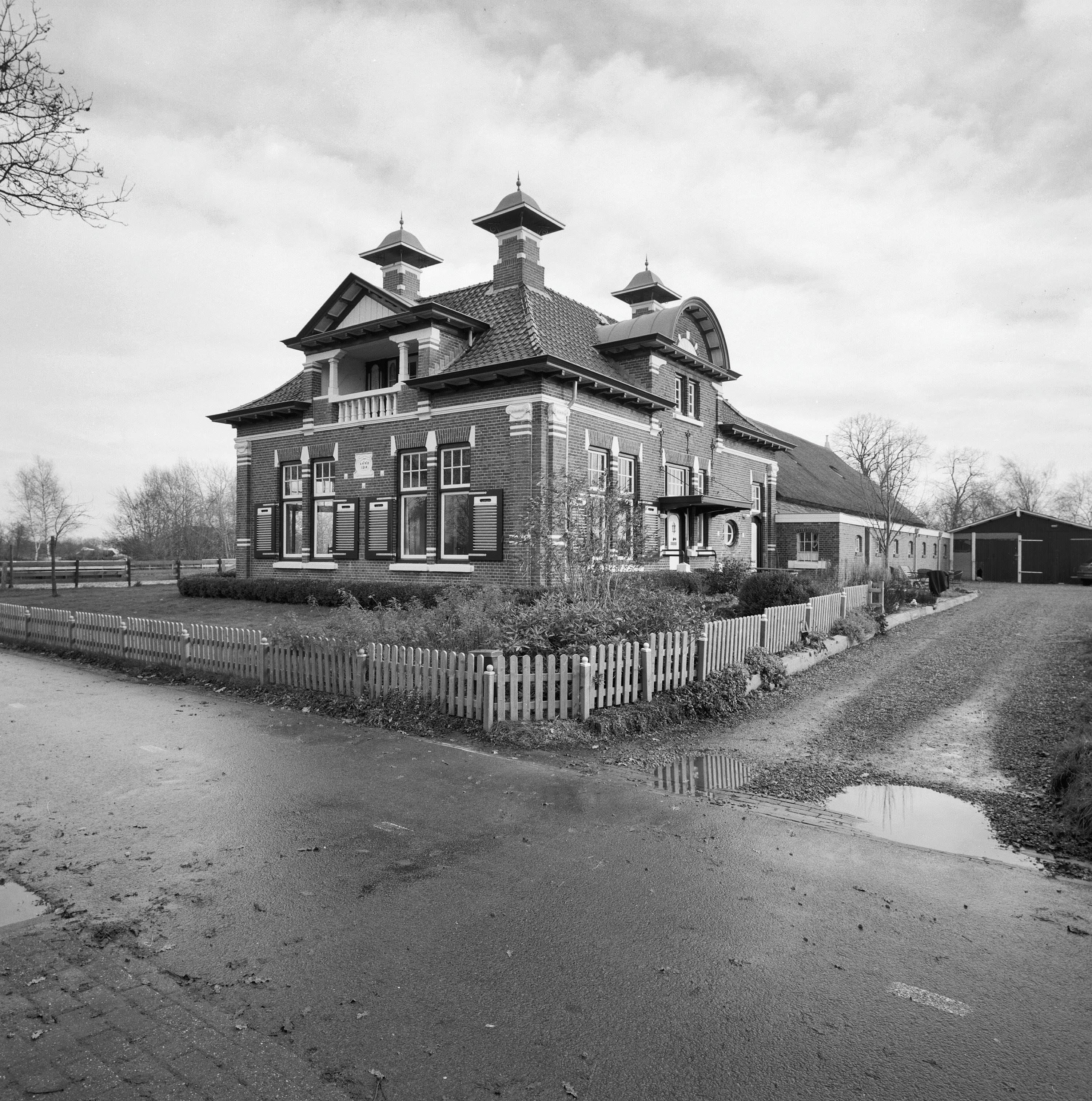
Ферма Hoeve Woudrust
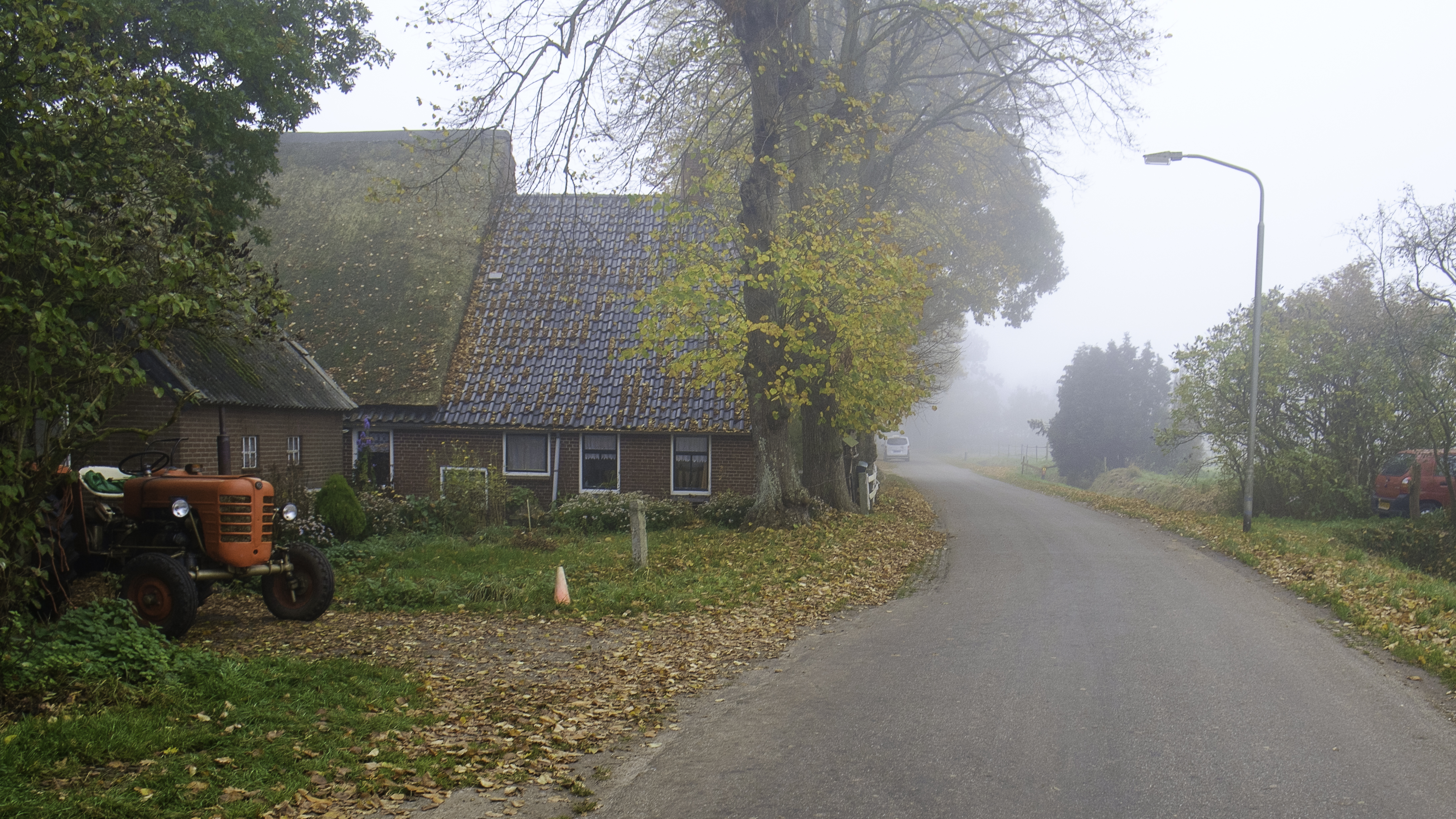
Вулична панорама